# Polissoir von Velaine sur Sambre

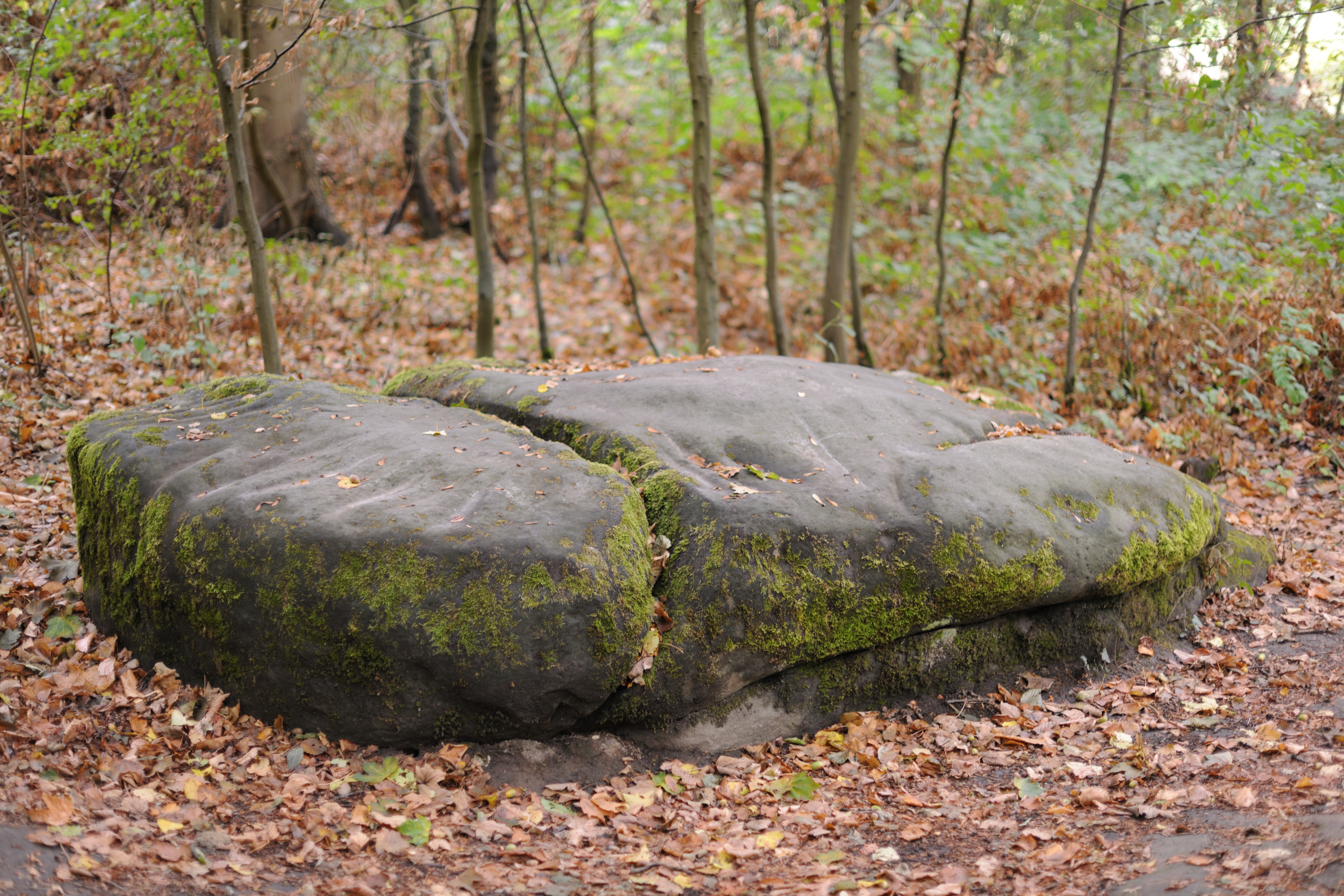
Polissoir von Velaine sur Sambre

Der Polissoir von Velaine sur Sambre liegt in einem Wald beim Weiler Onoz, im Osten von Velaine sur Sambre, bei Charleroi in der Provinz Namur in Belgien. 
Hundert Meter vom Menhir Pierre qui Tourne wurde 1927 ein neolithischer Polissoir entdeckt. Der Quarzblock ist etwa 4,0 m lang, 2,3 m breit und 0,5 m hoch. Er hat ungefähr 30 Rillen, von denen einige tiefer sind. Die meisten liegen eng benachbart und parallel. Der Polissoir diente den Neolithikern dazu, Werkzeuge (Äxte, Klingen) zu schleifen und ihre Oberflächen zu glätten. In der Nähe wurden einige Abschläge aus Feuerstein und Tonscherben gefunden.
In der Nähe steht der Menhir Pierre qui Tourne (Velaine sur Sambre).